# ダニエル・コルゼンパ
ダニエル・コルゼンパ（Daniel Chorzempa、1944年12月7日 - 2023年3月25日 フィレンツェ）は、アメリカ合衆国のオルガン奏者、ピアノ奏者、作曲家。

## 生涯
ミネソタ州ミネアポリスに生まれる。4歳でピアノの手ほどきを受け。7歳でヴァイオリン教育も受ける。その後12歳でオルガンの学習にとりかかり、13歳で教会オルガニストの任務に就いた。1962年にミネソタ大学に入学して建築学と音楽学を専攻した。17歳で学内で楽器演奏の講義を行い、1971年にユリウス・ロイプケについて博士論文を書き上げる。1965年から翌年までフルブライト奨学金でケルン音楽大学に留学し、チェンバロやピアノ、指揮法、作曲を修める。
コルゼンパは世界中でピアノやオルガン・チェンバロの演奏会を行なった。ピアニストとして演奏活動を始め、1960年代末から1970年代初頭にかけて欧州でそこそこの成功を収めたが、オルガニストとして有名になった。
フランツ・リストのオルガン曲の解釈は、現代における再評価に大きく貢献し、ブダペスト・リスト協会より「ディスク大賞」第1等を授与される運びとなった。そのうえエジソン賞やドイツ・レコード批評家賞も受賞している。コルゼンパは実技面の莫大な才能をほしいままにし、並外れた記憶力にも恵まれ、演奏習慣や様式的な観点に関する問題に興味を持っていた。
1970年にケルン電子音楽スタジオに参加。1970年代に同地で作曲家としても活動し、一連の作品の中でも《ソネット (ドイツ語: Sonett)》は国際的な関心を集めた。作風はケルン楽派や新しい単純性に関連するものだった。
1994年から2013年までザルツブルク・モーツァルテウム大学オルガン科教授を務めた。
コルゼンパは生涯未婚であった。78歳で他界した。

## 参考資料
- Kapko-Foretić, Zdenka. 1980. "Kölnska škola avangarde". Zvuk: Jugoslavenska muzička revija, 1980 no. 2:50–55.